# Cratere Harlan
Harlan è un cratere lunare di 63,45 km situato nella parte sud-orientale della faccia visibile della Luna.